# Hamhŭng
Hamhŭng (Koreaans: 함흥시) is de tweede stad van Noord-Korea, en de hoofdstad van de provincie Hamgyŏng-namdo. Er wonen circa 874.000 mensen, verspreid over een gebied van 80 km².

## Geschiedenis
In de Koreaanse Oorlog werd tussen de 80% en de 90% van de stad vernietigd. Tussen 1955 en 1962 werd de stad, inclusief de bijbehorende industrie, opnieuw opgebouwd door de DDR. Hiervoor werden vele Noord-Koreanen naar de DDR overgebracht om daar opgeleid te worden.

## Economie
Hamhŭng is een belangrijk chemische industrie-centrum binnen Noord-Korea. Er is veel industrie en de stad speelt in belangrijke rol in de handel tussen Noord-Korea en de rest van de wereld. In en om de stad wordt onder andere textiel, metaal, olie en voedsel verwerkt.
De stad heeft ook een belangrijke rol in het transportnetwerk van het land; er lopen diverse wegen van oostelijke havens naar het noorden. Luchtvaartmaatschappij Air Koryo is verantwoordelijk voor de binnenlandse vluchten in het land, maar door brandstofgebreken worden deze vluchten vaak geannuleerd. De enige reguliere binnenlandse lijndienst is die van Pyongyang via Hamhŭng naar Ch'ŏngjin, deze vlucht wordt eenmaal per week uitgevoerd.

## Voedsel
De stad is bekend vanwege het gerecht "Naengmyeon", een soort noodles.

## Galerij

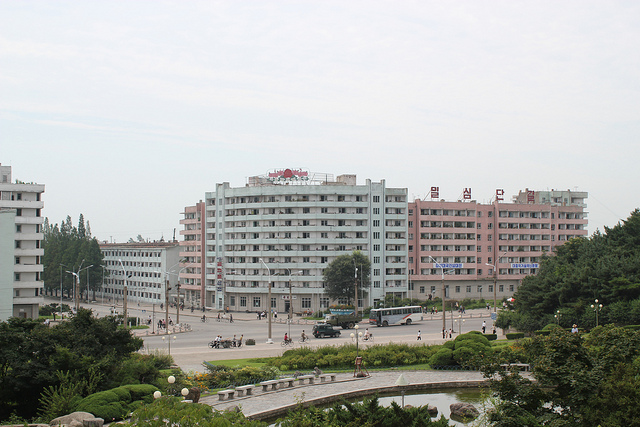
Zicht op Hamhŭng
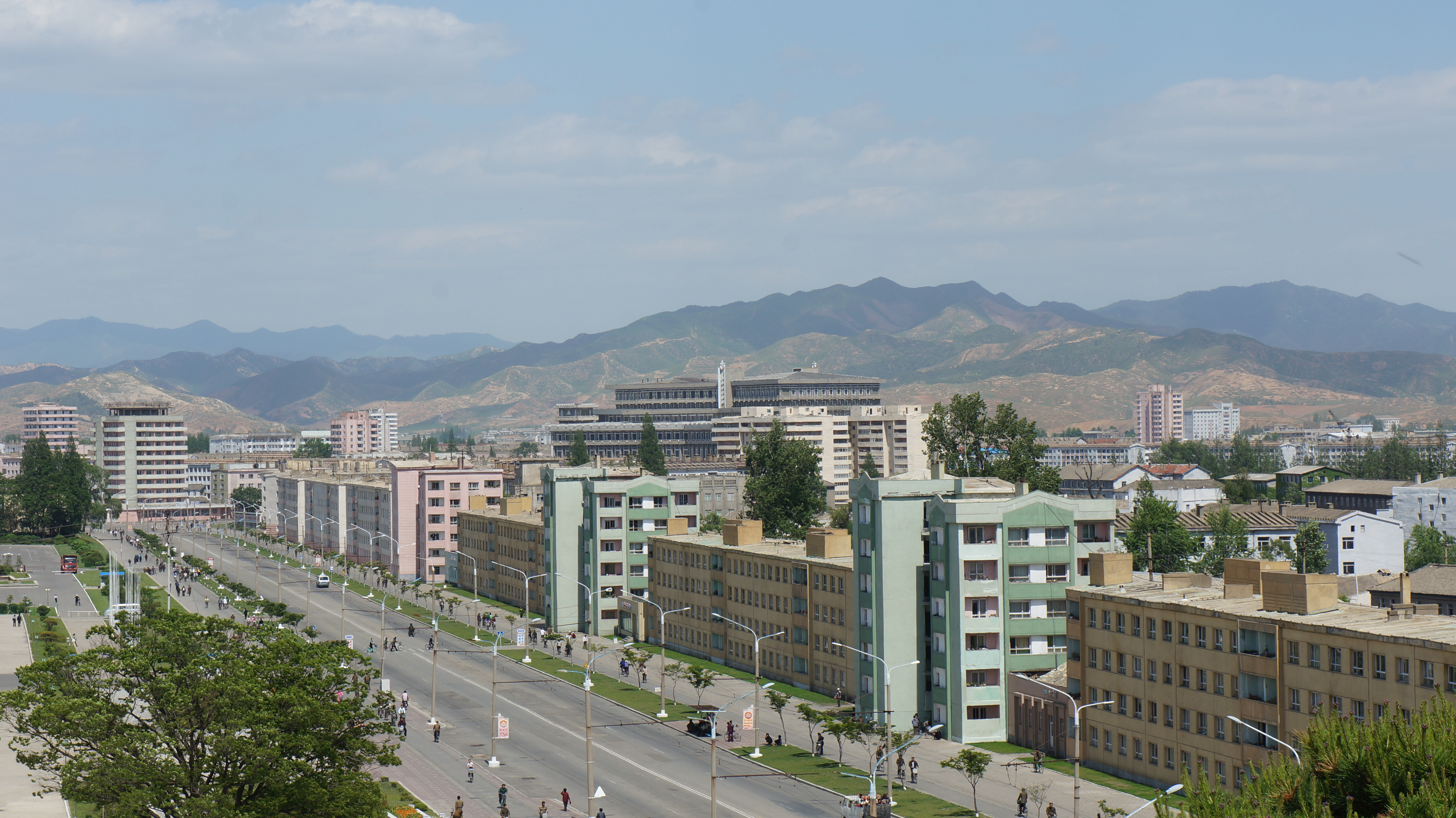
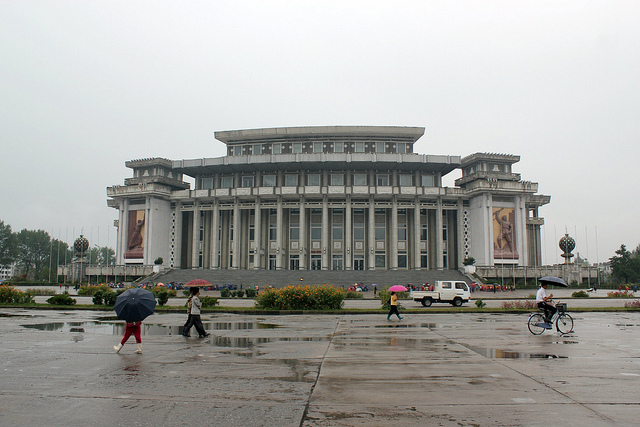
Hamhung Grand Theatre
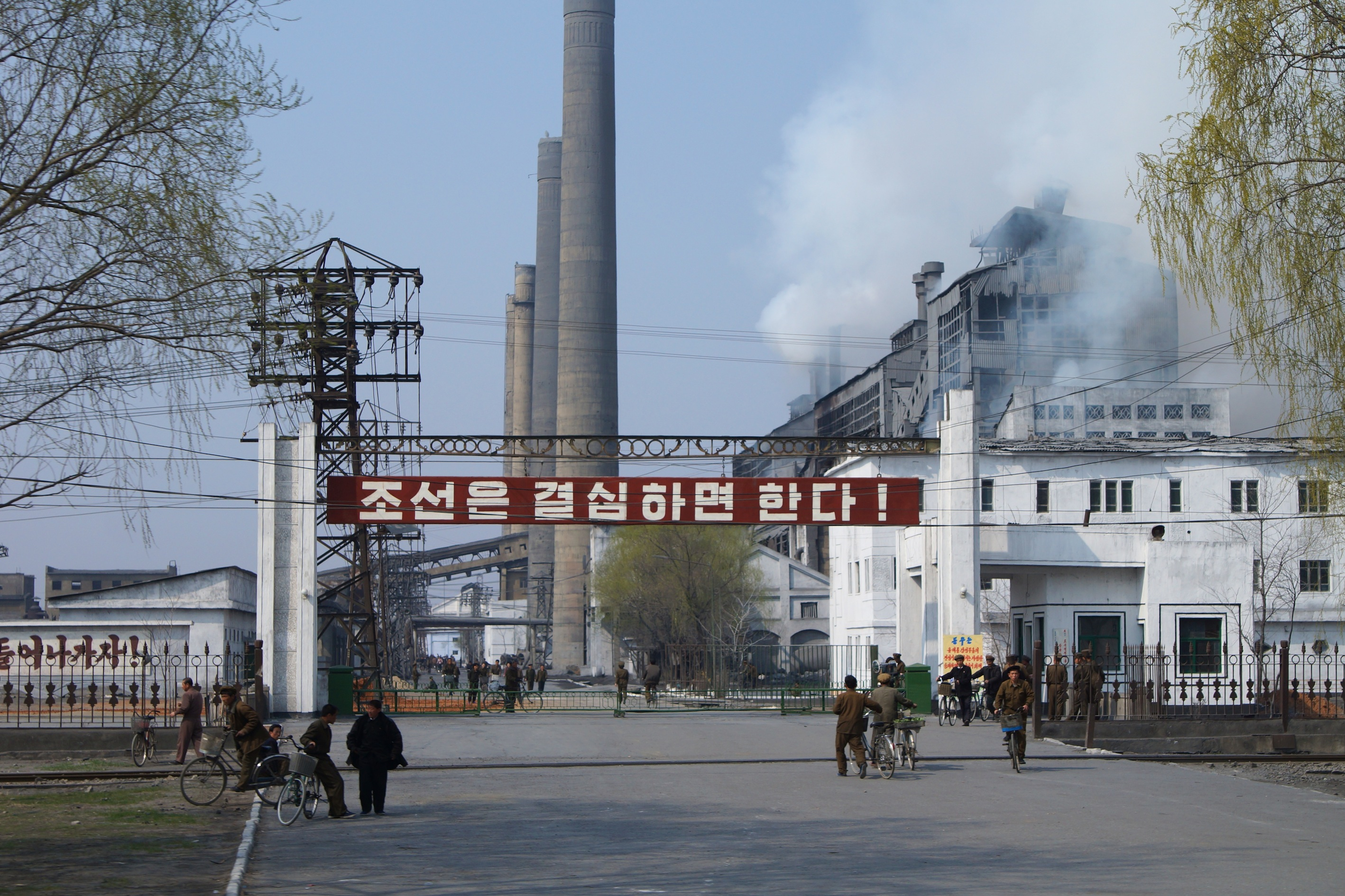
Industrie in Hamhŭng